# Breakout (2007)
Breakout ist ein Schweizer Film aus dem Jahr 2007 von Mike Eschmann (Achtung, fertig, Charlie!). Es ist ein Jugendfilm mit Musik und Tanz-Szenen.

## Handlung
Marco Nia ist 19 Jahre alt und lebt in einer Sozialwohnung im Zürcher Stadtkreis Schwamendingen, dessen Jugendszene als stark vom Hip-Hop beeinflusst dargestellt wird. Er und seine Freunde verbringen den Tag mit Graffitisprühen, Diebstahl, Hehlerei und Randalieren. An den Abenden hängen sie oft in Clubs und Discos herum, um sich zuzudröhnen und Mädchen aufzureissen. Nias bester Freund Pulpo (17) und Vinnie (13), das Nesthäkchen der Bande, wohnen mit ihm zusammen. Beide sind begeisterte Breakdancer.
An einem Abend hat Pulpo mit dem Mädchen Foxy in einer heruntergekommenen Clubtoilette Sex. Als die Clique später in der Nacht um die Häuser zieht, werden sie von einer Gruppe Schlägertypen um Spirit (22) abgefangen. Spirit war früher mit Foxy zusammen und ist verärgert, dass diese mit dem Mitglied einer „feindlichen“ Bande etwas anfängt. Als Nia Spirit provoziert, kommt es zu einer Schlägerei, bei der Spirit Pulpo mit einer Eisenstange zur Querschnittlähmung prügelt. Als die Polizei eingreift, fliehen die meisten Beteiligten; nur Nia wird festgenommen.
Nia wird verdächtigt, Pulpo derart zugerichtet zu haben, unter anderem auch, weil er keine Namen der anderen Beteiligten nennen will. Stattdessen hofft er auf persönliche Rache an Spirit. Der Jugendstaatsanwalt verurteilt ihn zu zwei Jahren in einer Arbeitserziehungsanstalt. Dort wird Nia von Vinnie besucht, der ihm erzählt, dass Pulpo sich im Krankenhaus das Leben genommen habe. Nia trifft in der Anstalt seinen früheren Kumpel Blade und freundet sich mit dem Häftling Silenzio an. Nächtens beginnt er wieder Breakdance zu trainieren.
Nicole Frey, eine junge Mitarbeiterin der Jugendstaatsanwaltschaft, will Nia helfen. Er verrät jedoch auch ihr keine Namen und Einzelheiten und lockt sie zunächst auf eine falsche Fährte. Parallel dazu plant er mit Blade, Silenzio und dem verlachten Pazifisten Heinrich die Flucht. Heinrich zeigt den dreien eine langfristige Fluchtmöglichkeit, verlangt jedoch als Gegenleistung, dass Nia ein Kassettenband herausschmuggelt und veröffentlicht. Darauf bringt er Beispiele der schlechten Behandlung in der Anstalt, ruft zu Sozialismus auf und kündigt an, sich nach der Veröffentlichung das Leben zu nehmen.
Zwei Neonazis und der ihnen wohlgesinnte Anstaltsaufseher Franz Schleier tyrannisieren die Gruppe um Nia. Dieser bricht mit Blade, als letzterer versucht Nicole zu vergewaltigen, die nun ein Verhältnis mit Nia begonnen hat. Stattdessen versucht Nia, mit Silenzio allein auszubrechen. Am vorhergehenden Nachmittag wird Nia von Vinnie besucht, dem er Heinrichs Tape mitgibt, welches nun im Radio veröffentlicht wird. In derselben Nacht setzt Heinrich seinem Leben ein Ende. Der Fluchtplan misslingt, und nur Silenzio kann entkommen. Als Nia zurückkehrt, wird er von den Neonazis und Spirits mittlerweile ebenfalls inhaftiertem Kumpel Rocket abgefangen, die ihn im Gesicht verletzen. Blade rettet seinen früheren Kumpel, wird dann jedoch von ihm niedergeschlagen. Nia bricht auf dem Gang zusammen und bleibt bis zum Morgengrauen bewusstlos.
Der Staatsanwalt und der Anstaltsdirektor können sich auf die Ereignisse der Nacht keinen Reim machen. Sie glauben jedoch, dass Nia Silenzio zur Flucht verholfen hat und verdächtigen ihn auch, an Heinrichs Tötung mitgewirkt zu haben. Nia nimmt daraufhin Nicole als Geisel, um zu fliehen und auch seinen Mithäftlingen einen Massenausbruch zu ermöglichen. Er fährt zu einem Breakdance-Turnier, an dem eigentlich auch Pulpo hat teilnehmen wollen. Spirit ist stattdessen der anscheinliche Gewinner. Nia bedroht ihn mit einer Pistole und fordert ihn zum Breakdance-Battle, das er gewinnt. Daraufhin wird er sofort wieder festgenommen. Zum Schluss erschiesst Vinnie Spirit mit Nias Waffe.

## Kritiken
„Ein vom Hip-Hop geprägtes Jugenddrama, das etliche Protagonisten der Schweizer Musikszene aufbietet, dabei aber ebenso berechnend wie vorhersehbar ist.“

Laut der SonntagsZeitung krachen die Knochen „im Rhythmus des Gangsta-Rap“ und „Eschmann erschrickt darüber, wie ihm «Breakout» selber einfährt“.

## Hintergrund
Vor der Erstaufführung am 18. Januar 2007 wurde der Film zum Teil stark kritisiert; nicht zuletzt wohl auch aufgrund diverser Vorfälle von Jugendkriminalität in jener Zeit. Beanstandet wurde vor allem die Szene, in der Melanie Winiger beinahe vergewaltigt wird. Diese Bilder dürfe man nicht öffentlich zeigen, hiess es von verschiedenen Seiten. Gewalt werde verherrlicht und nicht als abstossend dargestellt; solche Bilder zu zeigen, berge die Gefahr der Nachahmung in sich und sei für die Jugend in Zürich neuer Zündstoff.
Direkt darauf angesprochen sagte der Regisseur Mike Eschmann: „Der Film basiert auf authentischen Fällen, die alle in der Schweiz passiert sind. «Breakout» soll aufrütteln und das thematisieren, was zurzeit die ganze Schweiz beschäftigt: Gewalt, Sex und Drogen unter Jugendlichen.“
Nach etlichen Diskussionen wurde der Film ab 16 freigegeben.